# Status confessionis
Lo status confessionis è un termine latino usato nella teologia cristiana, soprattutto nell'ambito del protestantesimo. Dichiarare lo status confessionis (lett.  "condizione di confessione”) significa per le chiese cristiane dire: “Nella particolare situazione in cui ci troviamo siamo costretti a ribadire chiaramente quale sia l'essenza della fede cristiana, minacciata da idee o prassi (esterne o interne alle chiese) che potrebbero farla equivocare o pregiudicarla". Casi particolarmente noti sono quelli della Chiesa confessante (luterana) in Germania durante la Seconda guerra mondiale, che si opponeva frontalmente alle chiese compromesse con il nazismo e che ne appoggiano le idee, oppure alla “scomunica” da parte dell'Alleanza riformata mondiale di quelle chiese sudafricane che giustificavano l'apartheid.

## Significato originale del termine
Il termine “Status confessionis” sorge dalla lotta dei luterani per l'integrità dottrinale durante il periodo del cosiddetto Interim. L'imperatore Carlo V, dopo la sconfitta della Lega protestante di Smalcalda, fa pressione sul Reichstag nel 1548 affinché decreti l'uniformità della pratica (la messa) e d'autorità (i vescovi) in tutte le chiese. Melantone e altri in aree di forte presenza cattolica-romana della Germania occidentale, favoriscono il compromesso negli “adiaphora” (questioni indifferenti) fintanto che questo non diventi una minaccia per il cuore dell'Evangelo, cioè la giustificazione per fede. Flacio Illirico, però, a nome di un vasto gruppo della Germania orientale, dove erano forti i Luterani, si oppone a questa interpretazione della situazione. Egli sostiene che nel caso / situazione / tempo dove è imperativo confessare chiaramente la fede, in situazioni di scandalo o di persecuzione, le cose che in altre circostanze potrebbero essere indifferenti, non diventano più indifferenti, neutrali o irrilevanti per la confessione di fede. Questioni che riguardano il culto o il governo della chiesa che possono in sé stesse essere indifferenti, diventano strumenti di testimonianza dell'Evangelo, e vi sono circostanze nelle quali se si accetta un compromesso si dà un messaggio sbagliato, vi è distorsione o soppressione della vera dottrina (in particolare la giustificazione per fede) e una negazione della libertà cristiana. In circostanze normali le cerimonie possono essere variate ed essere ammesse in nome della libertà cristiana. Quando però essere sono associate all'idolatria, devono essere sospese perché arrecano scandalo. Se la loro osservanza è resa essenziale per la salvezza, esse diventano una negazione dell'Evangelo della giustificazione. Se poi esse sono imposte in modo tirannico, vi sarà confusione fra il governo di Dio attraverso l'Evangelo e il governo di Dio attraverso le autorità secolari.
Questa dottrina entra nella Formula luterana di Concordia che afferma, sia nell'epitome del 1576, art. 10, sia nella Solida Declaratio della Formula di Concordia del 1577, art. 10, che in caso o situazione di confessione (vale a dire dove è necessario proclamare la fede in modo non ambiguo), quando vi è il tentativo di ritornare a pratiche abbandonate che in sé stesse sono indifferenti, la confessione della chiesa sarà “chiara e ferma”, “pia e franca” solo se rifiuta tali pratiche.
 Si fa così un parallelo con l'apostolo Paolo, che pure aveva fatto molte concessioni a coloro che erano “deboli nella fede” (Romani 14:6; 1 Corinzi 10:28-29), ma quando punti cerimoniali (cibo, bevanda, circoncisione) sono resi essenziali alla fede, egli li denuncia (Galati 2:3-5; 5:1-12; cfr. Colossesi 2:16; 1 Timoteo 4:1-2). Egli persino “resiste” a Pietro e Barnaba quando essi compromettono l'Evangelo della giustificazione (Galati 2:11-21). In una tale situazione, quindi, non si tratta più di esteriorità indifferenti, ma di “scandali per la fede” e violazione della libertà cristiana.
Il termine status confessionis e la dottrina a essa associata, appartengono alla tradizione luterana. I riformati non hanno avuto occasione di prendere una posizione corrispondente. Sebbene Calvino e Farel fossero stati espulsi da Ginevra nel 1538 quando rifiutano di conformarsi alle cerimonie imposte da Berna. Calvino è in grado, dopo essere stato di nuovo invitato a Ginevra, a conservare sufficiente libertà per la chiesa e guadagnarsi sufficiente appoggio da parte dei magistrati da evitare il tipo di crisi che aveva richiesto la dottrina dello status confessionis.
Le idee di Flacio, però, hanno impatto diretto sulla Riforma inglese, attraverso gli esiliati inglesi sul Continente e sui riformatori continentali fuggiti in Inghilterra. Nella controversia sui paramenti sacri e altre cerimonie imposte dalla Corona, il partito puritano prende essenzialmente la posizione di Flacio. Calvino stesso si interessa alla controversia fra Flacio e Melantone, esortando l'amico Melantone a prendere una posizione più ferma e a versare più inchiostro di quanto altri facciano con il sangue.

La posizione luterana è stata anche notata e riaffermata dal Bullinger in un'affermazione criptica della seconda confessione elvetica, capitolo 27: 
 In tutti questi casi, lo status confessionis non ha più a che fare primariamente con il contenuto della fede, che è stabilito in altri modi, ma non con la modalità della sua confessione.

## L'uso attuale del termine
Nel corso del tempo, il significato di status confessionis si è considerevolmente allargato. Quando oggi si dichiara lo status confessionis ciò che si proclama è che, in vista di una situazione particolare un aspetto essenziale e specifico dell'Evangelo deve essere vigorosamente richiamato alla mente. La dichiarazione di status confessionis diventa necessaria quando diventa a rischio la proclamazione stessa dell'Evangelo. Esso punta a un aspetto specifico dell'Evangelo e dichiara che, in questa particolare situazione e in questo tempo in particolare, quell'aspetto dell'Evangelo non può in nessun modo essere trascurato o negato, senza mettere in questione la proclamazione stessa dell'Evangelo. Esso punta pure al fatto che, su questa particolare questione, tutte le chiese, anche quelle non direttamente influenzate dal cambiamento - devono unirsi in quest'atto di confessione.
Quest'uso del termine status confessionis va così oltre il suo significato originale. La dichiarazione di status confessionis non si riferisce più a questioni che in sé stesse non sono parte della confessione della chiesa, ma che in una particolare situazione devono ricevere la dignità di confessione al fine di evitare equivoci. Nell'uso che si fa oggi di questo termine, la dichiarazione di status confessionis serve molto di più allo scopo di creare spazio per far diventare più manifesto l'Evangelo in una situazione di confusione. Sottolinea un'affermazione che è centrale per la confessione della chiesa. Essa fa appello, in una situazione specifica, a una precisa e chiara presa di posizione in favore della verità.
Sia l'uso originale del termine sia il suo significato attuale e allargato, la questione è quella di rendere chiare le implicazioni del confessare Gesù Cristo. Dichiarare, però, lo status confessionis non è il solo modo per una chiesa di fare una tale confessione o di portare alla luce le sue implicazioni per un particolare luogo e tempo.

## Vari modi per confessare l'Evangelo
Potremmo trovare che una verità essenziale debba oggi essere affermata con particolare forza a causa delle attuali circostanze, o che certe cose che avrebbero potuto essere tollerate nel passato siano diventate intollerabili, perché il tempo che avrebbe dovuto essere usato per “il ravvedimento e l'emendamento della vita” è esaurito. Il modo in cui si risponde può essere un'indicazione di come una chiesa percepisce la situazione. Nel caso dell'apartheid, sia la Federazione Luterana Mondiale (1977) sia l'Alleanza Riformata Mondiale (1982) l'hanno dichiarata un'eresia e le chiese che l'appoggiano sono state sospese dall'esserne membro. Nel caso delle armi nucleari, la Chiesa Riformata Olandese e l'Alleanza Riformata della Germania Ovest l'hanno dichiarata incompatibile con la vera fede in Dio. Qui, però, non vi è stata alcuna sospensione da membri, nessuna esclusione, ma una dichiarazione di fede e un ulteriore invito a discutere e a discernere. Vi sono coloro che si appellano alla formazione di una nuova “chiesa confessante” in cui certi punti della confessione diventino definitivi. Questo pone una questione procedurale sul come le attuali denominazioni possano essere trasformate o come si possa creare una nuova chiesa. È anche però possibile un approccio più pluralistico. Di fatto si è visto come si possa creare una “risposta confessante” nelle campagne per disinvestire in paesi totalitari, nel movimento dei santuari (Sanctuary movement) o nell'impegno di resistenza all'intervento militare americano nell'America centrale.
Dichiarare lo status confessionis significa dire che il tempo è esaurito, che la tolleranza è giunta al limite, che bisogna tracciare chiaramente una linea di demarcazione. Significa dire che “I tempi sono malvagi” (Amos 5:13), che non si può più conservare “un prudente silenzio”. Significa dichiarare che gli scandali sono sì inevitabili ma che pure bisogna dire guai a chi li causa (Matteo 18:7). Significa dire che una situazione di emergenza è stata imposta da altri e che la fedeltà a Dio esige di rispondervi. Per suo stesso carattere è un giudizio rischioso, perché tratta di contingenze storiche, dire che ciò che rimarrebbe questione aperta in altre circostanze non può più rimanere aperta. Dichiarare lo status confessionis significa accettare di mantenere una posizione apertamente provocatoria.

## Critica
La questione dello Status confessionis può essere un concetto discutibile e relativo perché dipende da ciò che di fatto una chiesa considera essenziale o secondario alla fede, come lo interpreta e come giustifica la sua prassi. 
Per esempio, alcuni movimenti che difendono la piena accoglienza degli omosessuali nelle chiese ha fatto appello allo status confessionis per denunciare come incompatibile con la fede cristiana la posizione di chi discrimina gli omosessuali, e quindi che possa ancora considerarsi cristiano, "nella stessa misura in cui non erano cristiani coloro che appoggiarono l'apartheid o fomentarono la schiavitù nei secoli passati". 
Altri movimenti, di stampo conservatore, affermano, al contrario, che sulla base della Bibbia ad attentare all'integrità della fede cristiana siano coloro che tentano di far legittimare alle chiese l'omosessualità, considerata come una degenerazione dei progetti creativi di Dio e un peccato dal quale ravvedersi; essi, quindi, si appellano allo status confessionis contro le chiese cristiane che non discriminino gli omosessuali.